# Llanuras del Gaspar
Llanuras del Gaspar es el último distrito del cantón de Sarapiquí, en la provincia de Heredia, de Costa Rica.

## Historia
Llanuras del Gaspar fue creado el 6 de octubre de 1999 por medio de Decreto Ejecutivo 28137-G.

## Ubicación
Está ubicado en la región septentrional del país y limita con el distrito de Puerto Viejo al sur y al oeste, la provincia de Limón al este y Nicaragua al norte.
Su cabecera, el pueblo de La Aldea, está ubicada a 40 km (1 hora) al NE de Puerto Viejo y 122 km (3 horas y 30 minutos) al NE de San José la capital de la nación.

## Geografía
Llanuras del Gaspar cuenta con un área de 267,34 km² y una altitud media de 20 m s. n. m. Presenta un territorio llano dominado por las planicies de Sarapiquí.

## Demografía
Para el año 2022, Llanuras del Gaspar cuenta con una población estimada de 1355 habitantes, y para el último censo efectuado, en 2011, Llanuras del Gaspar contaba con una población de 1160 habitantes.

## Localidades
- Cabecera: Aldea
- Poblados: Caño San Luis, Chimurria, Chirriposito, Delta, Fátima, Gaspar, Lagunilla, La Lucha, San Antonio, Tigra.

## Economía
Al igual que en su vecino distrito de Cureña, la agricultura —especialmente el cultivo de banano, piña, yuca y plátano— constituye la base de la economía local.
La Aldea, cabecera del distrito, dispone de servicios educativos a través del Liceo Rural La Aldea, así como de servicios de salud mediante la presencia de un EBAIS (Equipo Básico de Atención Integral en Salud).

## Transporte

### Carreteras
Al distrito lo atraviesan las siguientes rutas nacionales de carretera:
- Ruta nacional 507
- Ruta nacional 510
- Ruta nacional 817